# Cabina de policía

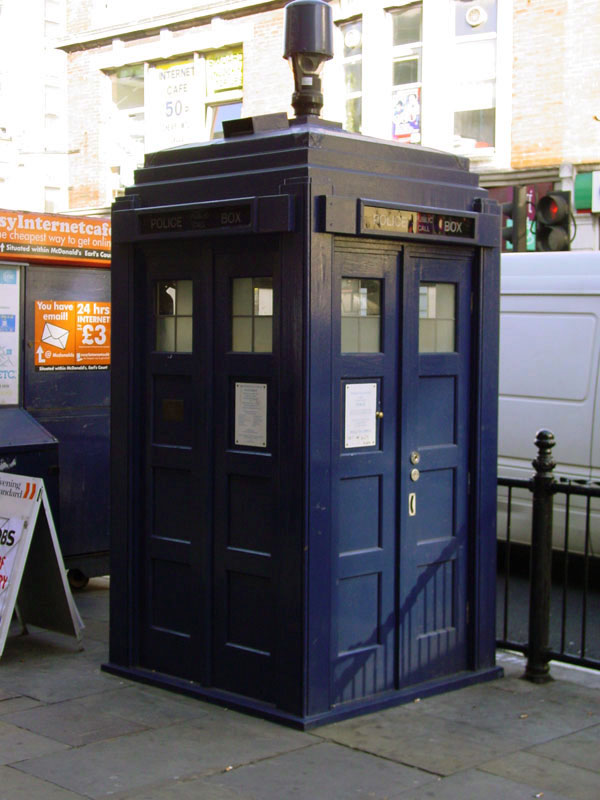
Cabina de policía del exterior de la estación de metro de Earl's Court en Londres, construida en 1997 y basada en el diseño de 1929 de Mackenzie Trench.

Una cabina de policía es una cabina de teléfono británica o kiosco localizada en un lugar público para el uso de miembros de la policía, o para que la gente de la calle llame a la policía. A diferencia de una cabina telefónica normal, su teléfono se localiza tras una puerta con bisagras, y el interior de la cabina es, de hecho, una comisaría de policía en miniatura para uso de los oficiales.
Las cabinas de policía no sobrevivieron a la era de las telecomunicaciones móviles. Hoy en día los oficiales usan radios bidireccionales o teléfonos móviles en lugar de depender de kioscos fijos. Muchas cabinas hoy están en desuso o han sido retiradas del servicio.
La cabina de policía típica contenía un teléfono conectado directamente a la comisaría local, para que los patrulleros estuvieran en contacto con ella. El público también podía usar el teléfono para llamar a la policía en una emergencia.
Las cabinas de policía británica solían ser azules, salvo en Glasgow, donde fueron rojas hasta finales de los sesenta. Además del teléfono, contenían equipamiento como un libro de incidencias y un kit de primeros auxilios. Hoy en día, la imagen de la cabina de policía azul está ampliamente asociada con el programa de televisión de ciencia ficción Doctor Who, en el cual la máquina del tiempo del protagonista, la TARDIS, tiene la forma de una cabina de policía británica de los años sesenta. En el contexto de la TARDIS, la imagen de la cabina de policía azul es una marca registrada de la BBC.

## Historia

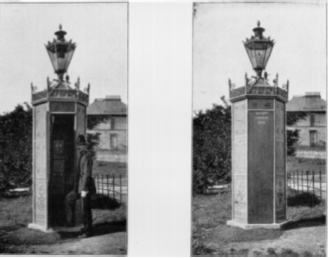
Anuncio de 1894 del "Sistema de Señales de Policía al Estilo de Glasgow", vendido por la National Telephone Company.

La primera cabina de policía se instaló en Albany, en Nueva York, en 1877, un año después de que Alexander Graham Bell inventara el dispositivo. Las cabinas de uso para la policía y el público se instalaron por primera vez en Washington D. C. en 1883; Chicago y Detroit las instalaron en 1884, y en 1885 la siguiente fue Boston. Estas eran teléfonos de línea directa colocados en un poste al que se podía acceder con una llave o rompiendo un cristal. En Chicago, los teléfonos eran estrictamente para uso de la policía, pero las cabinas también contenían un mando con un dispositivo que podía usar el público para disparar diferentes tipos de alarmas: había once señales, entre otras: Coche de policía requerido, Ladrones, Falsificadores, Asesinato, Accidente, Fuego o Borracho.
Las primeras cabinas telefónicas de policía públicas de Gran Bretaña se introdujeron en Glasgow en 1891. Eran cabinas altas, hexagonales, hechas de hierro fundido, pintadas en rojo y tenían enormes lámparas de gas fijadas en su tejado, así como un mecanismo que permitía a la comisaría central encender las lámparas para servir de señal a los oficiales cercanos para que llamaran a la comisaría para recibir instrucciones.
Las cabinas rectangulares de madera se introdujeron en Sunderland en 1923 y en Newcastle en 1925. La policía metropolitana introdujo las cabinas en Londres entre 1928 y 1937, y el diseño que después las hizo más conocida lo hizo Gilbert MacKenzie Trench en 1929. Aunque algunas fuentes dicen que las primeras cabinas estaban hechas de madera, los diseños originales de McKenzie indican que de la cabina sólo la puerta estaba hecha de madera (específicamente, de teca). Los oficiales protestaron que hacía demasiado frío en esas cabinas. En el interior para ellos solía haber un taburete, una mesa, brochas y plumeros, un extintor y un pequeño calentador eléctrico. Como las cabinas de Glasgow del siglo XIX, las londinenses tenían una luz en el tejado que parpadearía como señal para los oficiales de que llamaran a la comisaría. Para esta época, esas luces ya eran eléctricas.
Para 1953, había 685 cabinas de policía en las calles de Londres. Las cabinas tomaron un papel importante en el trabajo de la policía hasta 1969-1970, cuando quedaron obsoletas tras la introducción de las radios personales. Como la función principal de las cabinas había sido superada por el auge de dispositivos como el walkie-talkie, hoy en día quedan en Reino Unido muy pocas cabinas de policía. Algunas se han convertido en pequeñas cafeterías. Estas son comunes en Edimburgo, aunque la ciudad tiene unas docenas que no han sido tocadas, la mayoría en diversos grados de deterioro. Las cabinas de Edimburgo son relativamente grandes, con forma rectangular y con un diseño inspirado en la abundancia de arquitectura neoclásica de la ciudad. Una cabina de policía situada en Newton Linford, en Leicestershire, aún está en uso hoy en día por la policía local.
En 1994, la policía de Strathclyde decidió desmantelar las cabinas que quedaban en Glasgow. Sin embargo, gracias a la intervención del comité de defensa civil y preservación del servicio de emergencia y el comité de preservación de edificios de Glasgow, algunas cabinas se conservaron y subsisten hoy como parte de la herencia arquitectónica de Glasgow. Quedan al menos cuatro: en Great Western Road, Buchanan Street, Wilson Street y Cathedral Square. También había una cabina de policía roja conservada en el museo de transporte de Glasgow, pero la devolvieron al comité de defensa civil después de que la junta de Glasgow decidiera que no encajaba con el nuevo museo de transporte. La cabina de Great Western Road funciona como kiosco de café y donuts, la de Cathedral Square, como la "Tardis de Tartan", vendiendo souvenirs escoceses, y la de Buchanan Street tiene una licencia para vender helados. Todas tienen restricciones de los comités en cuanto a modificar el exterior de las cabinas más allá del diseño tradicional.
El comité de defensa civil y preservación del servicio de emergencia hoy administra once de las últimas cabinas de Reino Unido estilo Gilbert Mackenzie Trench en nombre de un coleccionista privado. Otra cabina de policía azul de este estilo se conserva en el National Tramway Museum, en Crich, Derbyshire. Otra está frente al museo de policía de Kent, en Chatham, Kent. y otra en el museo de transporte de Grampian. Una cabina original de MacKenzie Trench aún existe en los jardines de la academia de policía metropolitana en Hendon. No tiene acceso público, pero se la ve fácilmente desde la línea norte del metro que va de Colindale a Hendon Central (en la parte izquierda).
En 1997, se levantó una nueva cabina de policía basada en el diseño de Mackenzie Trench fuera de la estación de metro de Earl's Court en Londres, equipada con cámaras de televisión a un circuito cerrado y un teléfono para llamar a la policía. El teléfono dejó de funcionar en abril de 2000 cuando cambió la numeración telefónica de Londres, pero la cabina se conservó, a pesar de que los fondos para su mantenimiento se habían agotado hace tiempo. En marzo de 2005, la policía metropolitana volvió a hacer renovaciones y mantenimiento en la cabina (que es una atracción turística gracias a su asociación con Doctor Who).
Glasgow introdujo un nuevo diseño de cabinas de policías en 2005. Las nuevas cabinas son kioscos informatizados que conectan al interlocutor con un operador de la policía con una cámara de circuito cerrado. Tienen diez pies (unos 3 metros) de altura con un acabado cromado y funcionan como puntos de información 24 horas, con tres pantallas que proporcionan información sobre prevención de crímenes, reclutamiento de policía, e incluso información turística.
Mánchester también tiene puntos de ayuda similares a los de Glasgow, que contienen una sirena que se activa si se pulsa el botón de emergencia, lo que también hace que las cámaras de circuito cerrado cercanas apunten al punto de ayuda.
Liverpool tiene estructuras similares a cabinas de policía, conocidas como Puntos de Ayuda, que son esencialmente un intercomunicador con un botón sobre una cámara en un poste con una conexión directa con la policía.

## Doctor Who

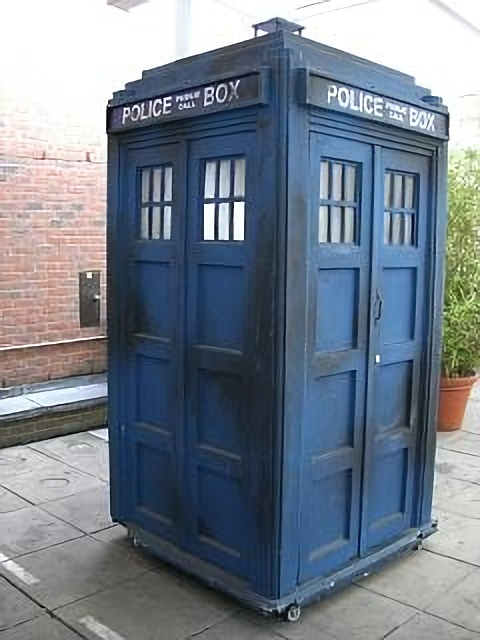
TARDIS de fibra de vidrio de los años ochenta conservada en el BBC Television Centre.

La serie televisiva de ciencia ficción de la BBC Doctor Who presenta una máquina del tiempo, la TARDIS, disfrazada de cabina de policía estilo Mackenzie Trench. Normalmente puede disfrazarse para fundirse con el entorno, pero su circuito camaleónico se rompió y dejó a la TARDIS atascada en la forma de cabina de policía, salvo por un breve periodo en una aventura de 1985. Doctor Who se emitió originalmente entre 1963 y 1989. Como las cabinas de policía quedaron obsoletas en los setenta, con el tiempo la imagen de la cabina de policía se asoció a Doctor Who tanto como a la policía. En 1996, la BBC presentó una solicitud de marca registrada para usar el diseño de cabina de policía azul para usarla en merchandising asociado a Doctor Who.
En 1998, la policía metropolitana puso objeción a la reclamación de marca registrada, manteniendo que ellos tenían los derechos de la imagen de la cabina de policía. En 2002 la oficina de patentes del Reino Unido falló a favor de la BBC, diciendo que no había pruebas de que la policía metropolitana o ninguna otra fuerza de policía, hubiera registrado nunca la imagen como marca registrada. Además, la BBC había estado vendiendo productos de Doctor Who basados en esa imágenes durante más de tres décadas sin ninguna reclamación de la policía. La serie regresó en 2005 y la cabina de policía siguió apareciendo predominantemente en casi todos los episodios.
Aunque las dimensiones y el color de la TARDIS usada en la serie han cambiado varias veces, ninguno de esos diseños ha sido una réplica fiel al modelo original MacKenzie Trench.

## Galería de cabinas de policía

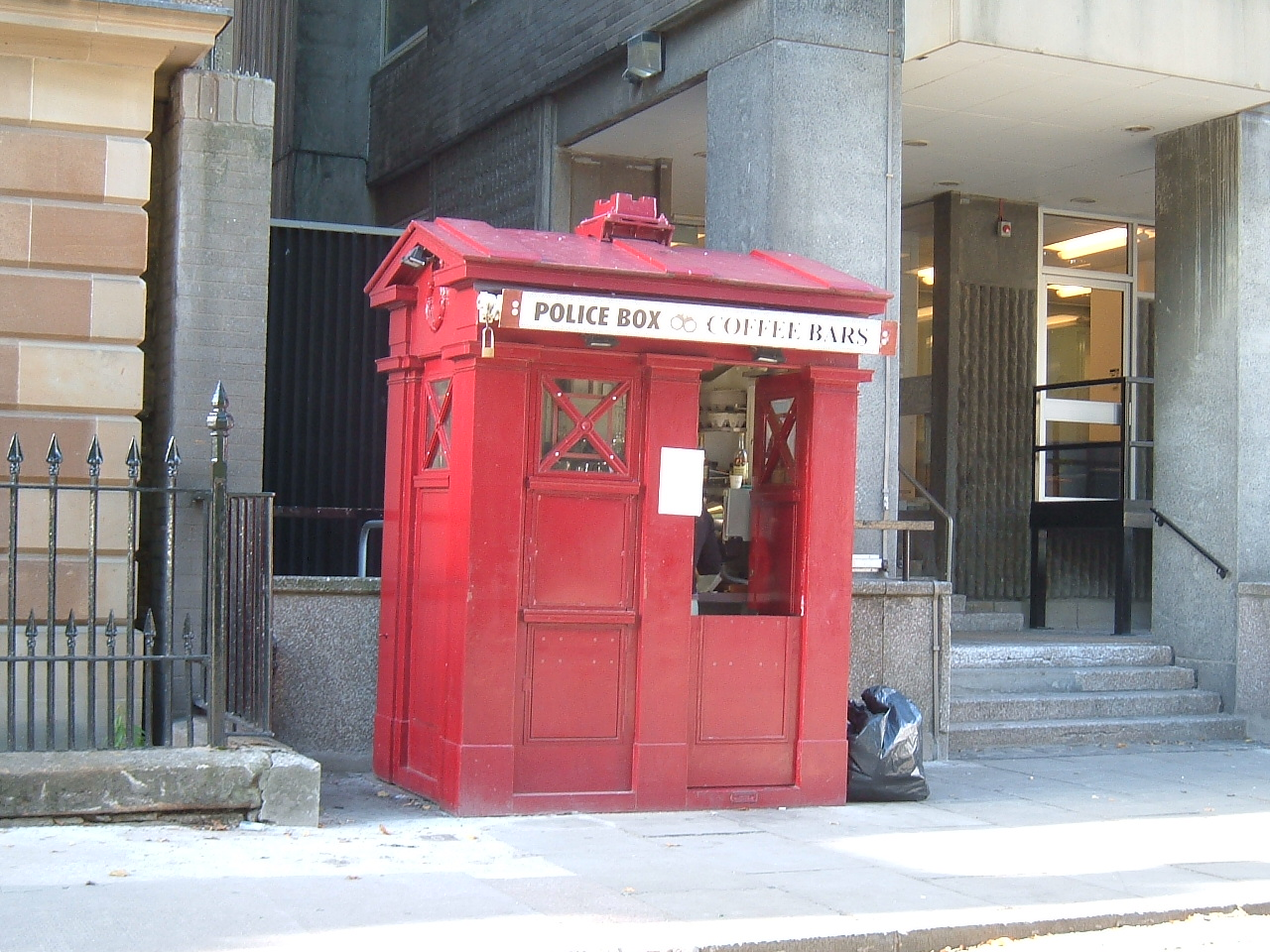
Esta cabina de policía de Edimburgo hoy funciona como cafetería.
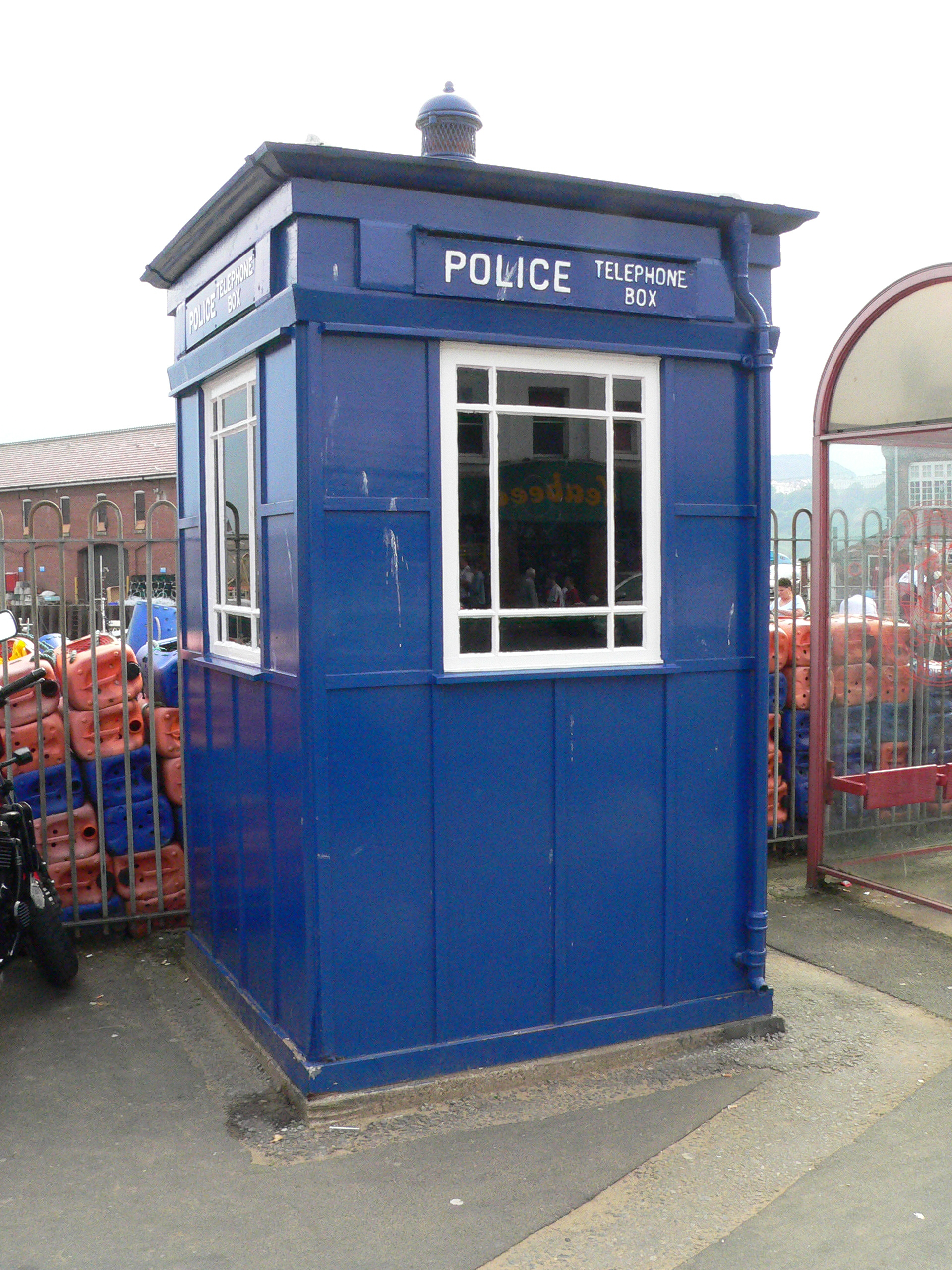
Una cabina de policía en el paseo martítimo de Scarborough.
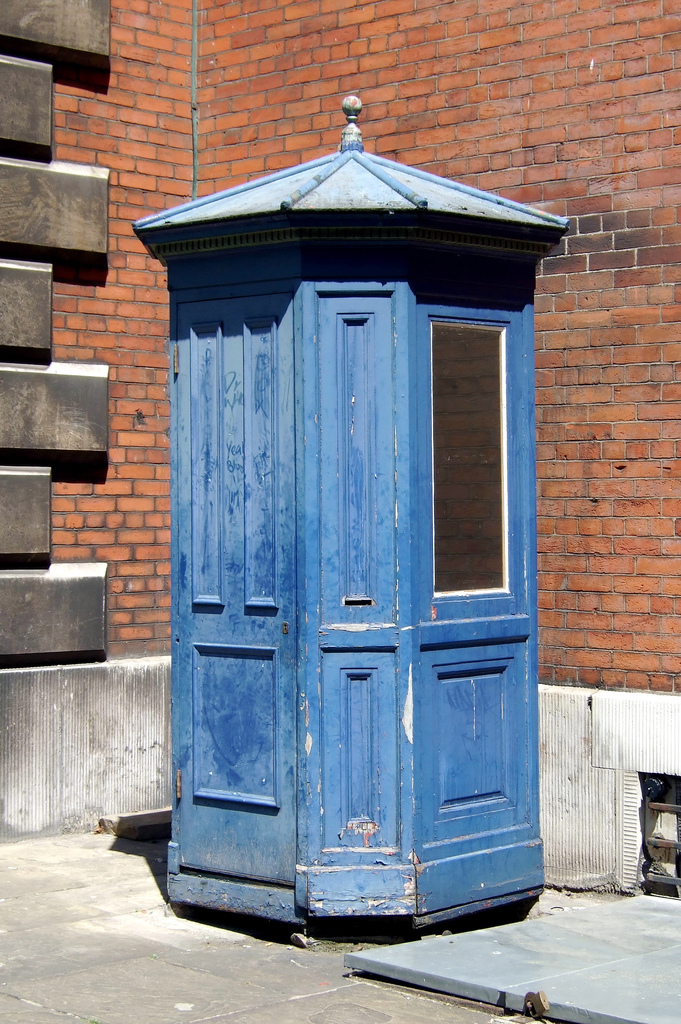
Una vieja cabina de policía (sin teléfono) en Covent Garden, Londres.
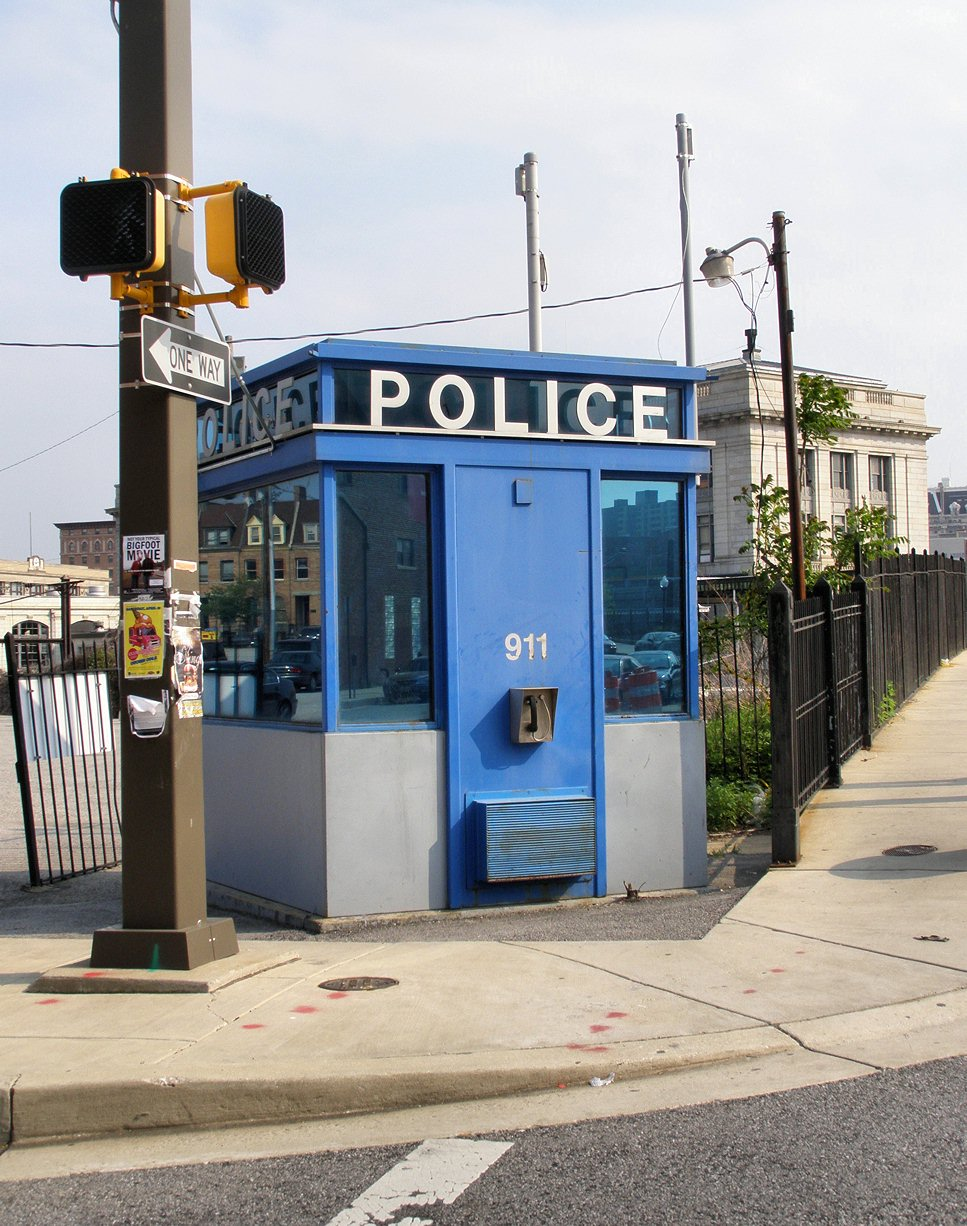
Una cabina de policía totalmente modernizada en Baltimore, Maryland, Estados Unidos, basada en el concepto británico.
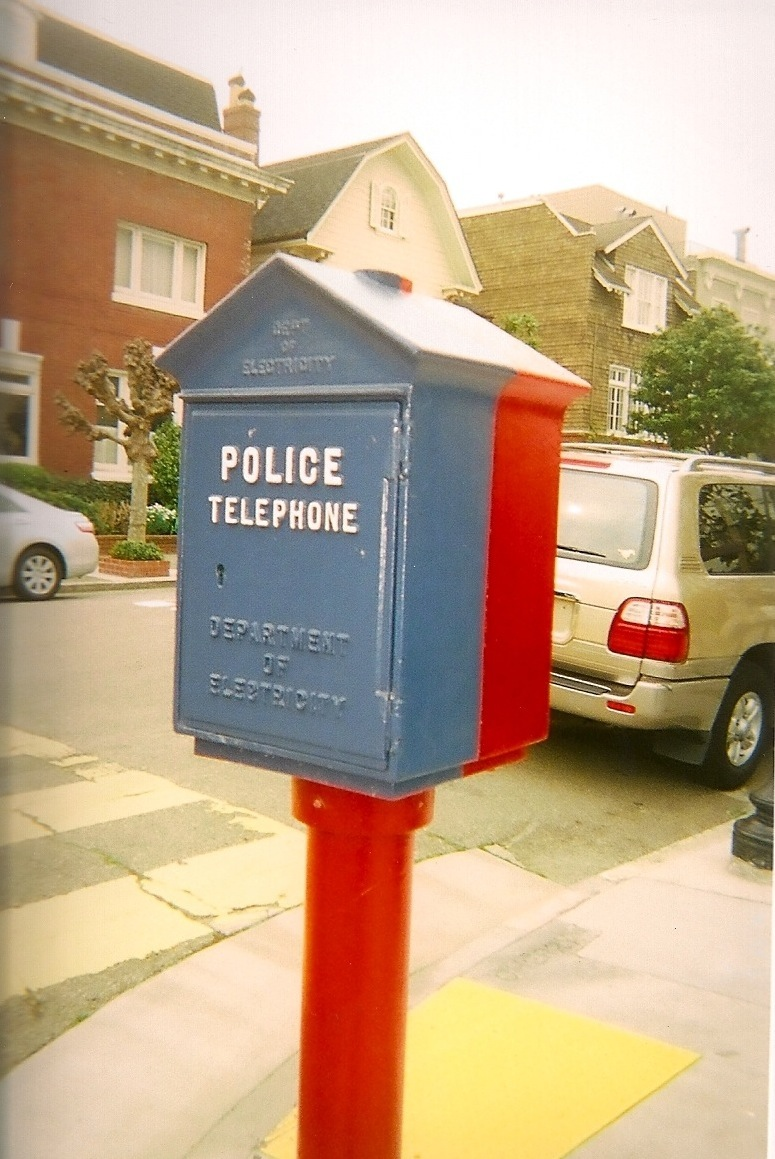
Una cabina telefónica de policía en San Francisco, California, una de los cientos que quedan en la ciudad.
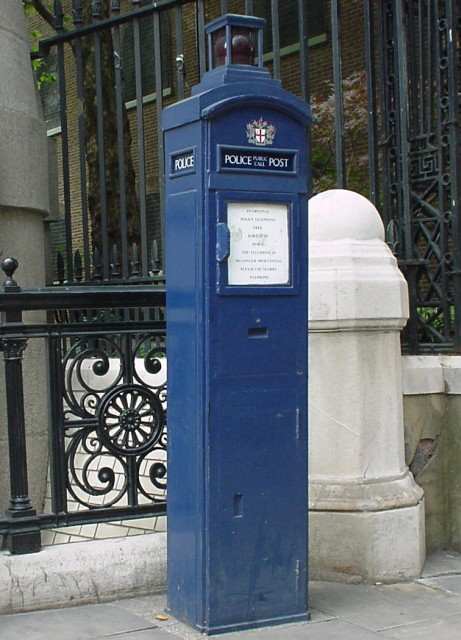
Poste telefónico de policía (no funcional) que subsiste en St. Martin's Le Grand, Londres - pintado (incorrectamente) en azul oscuro. Las cabinas de la ciudad se pintaban de azul claro.
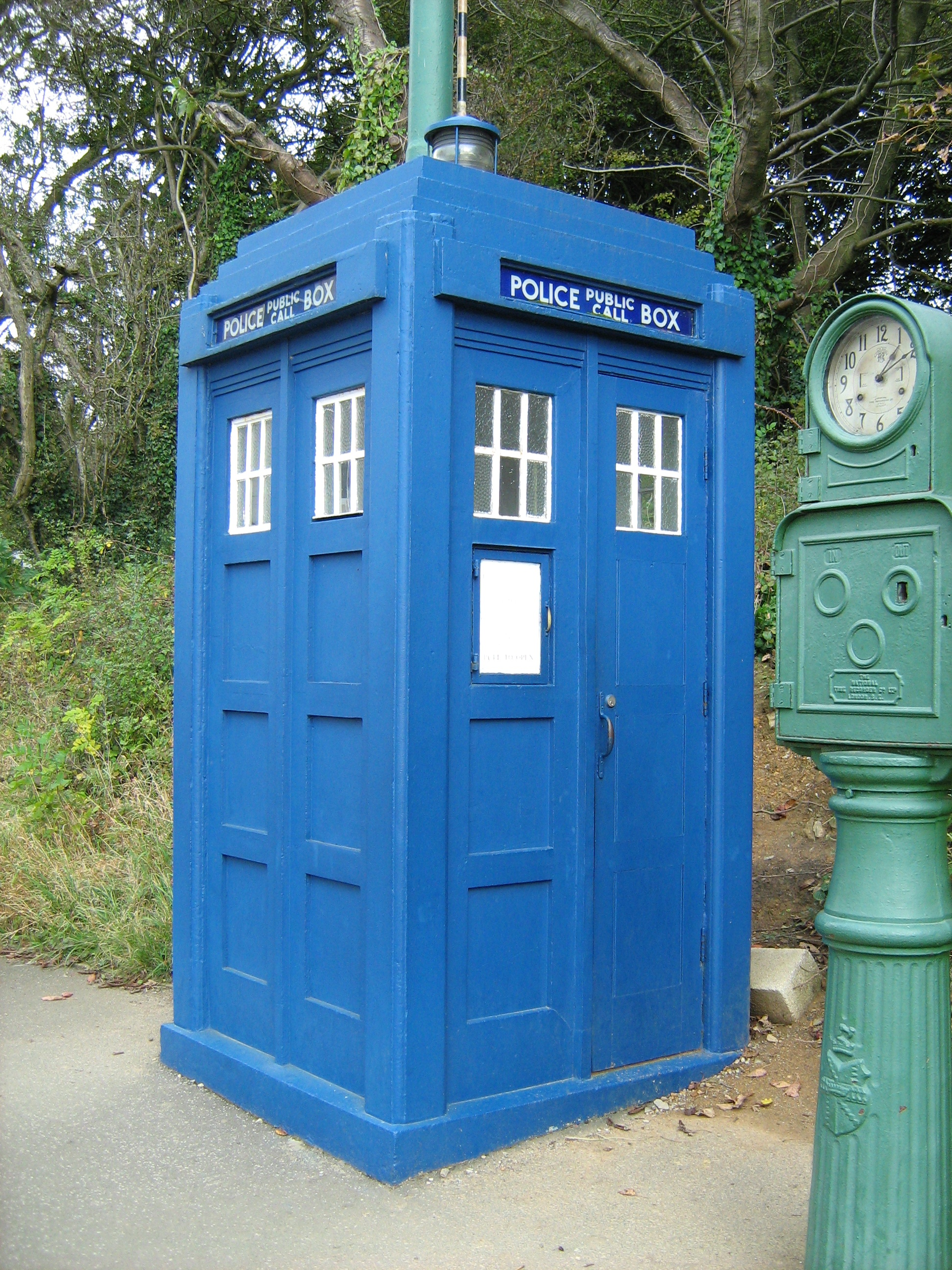
Un diseño de Mackenzie Trench de 1929 conservado en el National Tramway Museum, Crich, Derbyshire, Inglaterra.